# Hugo Eliasson
Hugo Mårten Eliasson, född 28 november 1900 i Högbo församling, död 17 december 1972 i Sandviken, var en svensk fotbollsspelare.
Eliasson representerade i många år Sandvikens IF, och spelade för klubben i Fotbollsallsvenskan 1929/1930–1930/1931 och 1932/1933–1933/1934. Sammanlagt gjorde han 81 allsvenska matcher (16 mål) för klubben.
Åren 1926–1928 spelade Eliasson fem A-landskamper (inga mål) för Sverige.